# استیو برنس
استیو برنس (انگلیسی: Steve Burns؛ زادهٔ ۹ اکتبر ۱۹۷۳) بازیگر، بازیگر سینما، بازیگر تلویزیون، و گیتارنواز اهل ایالات متحده آمریکا است. برنس بیشتر بخاطر بازی در مجموعه تلویزیونی ردپای آبی شناخته می‌شود که برای آن، نامزد دریافت جایزه امی در بخش برنامه‌های روزانه تلویزیونی سال ۲۰۰۱ شده بود.